# Teorema de reciprocitat
El teorema de reciprocitat és un teorema molt usat en anàlisi de circuits. Compta amb dos enunciats que, en termes generals, diuen:
| En qualsevol xarxa bilateral real passiva, si la font de tensió simple Vx en la branca x produeix la resposta en corrent Iy en la branca y, llavors l'eliminació de la font de tensió a la branca x i la seva inserció en la branca y produiria la resposta en corrent Iy |

## Primer enunciat
El primer enunciat indica que si l'excitació a l'entrada d'un circuit produeix una corrent i a la sortida, la mateixa excitació aplicada a la sortida produirà el mateix corrent i a l'entrada del mateix circuit. És a dir, el resultat és el mateix si s'intercanvia l'excitació i la resposta en un circuit. Així doncs:

## Segon enunciat
La intensitat i que circula per una branca d'un circuit lineal i passiu, quan s'intercala una font de tensió en una altra branca, és la mateixa que circularia per aquesta última si la font de tensió s'intercalés a la primera.

## Exemple simple
En el següent circuit es té una font de tensió en corrent directe de 10 V, entre 1 i 2, que alimenta una xarxa de resistències.
Si ara es canvien de posició la font de tensió i l'amperímetre (queda la font de tensió entre 3 i 4 i l'amperímetre entre 1 i 2) tal com es mostra en el següent diagrama:
S'observa que en l'amperímetre es llegeix un corrent de 20 mA. En conclusió, es pot afirmar que el fet d'intercanviar la posició relativa dels punts d'inserció de la font i de l'amperímetre no modifica els valors mesurats.